# Veliki Grđevac
Veliki Grđevac är en stadshuvudort i Kroatien.   Den ligger i länet Bjelovar-Bilogoras län, i den nordöstra delen av landet, 80 km öster om huvudstaden Zagreb. Veliki Grđevac ligger 146 meter över havet och antalet invånare är 1 358.
Terrängen runt Veliki Grđevac är platt. Runt Veliki Grđevac är det ganska glesbefolkat, med 22 invånare per kvadratkilometer. Närmaste större samhälle är Grubišno Polje, 11,1 km sydost om Veliki Grđevac. Trakten runt Veliki Grđevac består till största delen av jordbruksmark.